# Joseph Patrick McDonnell
Joseph Patrick McDonnell (Dublin, 27 de março de 1846 - 20 de janeiro de 1906) foi um jornalista e líder trabalhista irlandês-americano. Foi editor em Nova York do Labor Standard e um dos fundadores da International Labor Union nos Estados Unidos.

## Primeiros anos
Ele nasceu em uma família de classe média, e depois da escola secundária foi para a Universidade de Dublin. Ao terminas a universidade uniu-se aos Fenians, um movimento pela independência da Irlanda, e trabalhou como editor em jornais irlandeses nacionalistas. Por isso, ele foi preso e condenado a 10 meses em Dublin.
McDonnell conheceu Karl Marx em 18 de Junho 1871, e Marx propôs ele como membro do Conselho Geral da Associação Internacional dos Trabalhadores (AIT - muitas vezes chamado a Primeira Internacional). Em agosto de 1871 foi nomeado secretário para a Irlanda e se envolveu em organizar diversas filiais. No início de 1872 filiais foram fundada em Dublin, Cork, Belfast e Cootehill. A AIT enfrentou a hostilidade da maioria dos Fenians, que a responsabilizavam pela revolta em Paris, em 1871, na qual muitos membros da organização foram mortos.